# Syewa dupka
Syewa dupka (także Sejewa Dupka, bułg. Съева дупка, ang. Saeva dupka) – jaskinia krasowa zlokalizowana w północnej Bułgarii, w pobliżu miejscowości Brestnica (Брестница), w gminie Jabłanica.
Jaskinia posiada pięć sal, a łączna długość korytarzy wynosi 400 metrów. Formacje naciekowe uważane są za jedne z najatrakcyjniejszych w kraju. Posiada też doskonałe warunki akustyczne. Nazwa upamiętnia braci Syewów, którzy używali jej jako kryjówki w czasie okupacji tureckiej w Bułgarii. Obiekt był zamieszkały w czasach Cesarstwa Rzymskiego. 3 i 11 sierpnia 1957 jaskinię badała polska grupa speleologów podczas wyprawy bałkańskiej zorganizowanej przez Komisję Taternictwa Jaskiniowego Klubu Wysokogórskiego.
Jaskinia znajduje się na liście 100 obiektów turystycznych Bułgarii.